# Geldo
Geldo è un comune spagnolo di 703 abitanti situato nella comunità autonoma Valenciana.